# Гонджо
Гонджо (тиб. གོ་འཇོ་རྫོང་, Вайли: go ’jo rdzong, кит. упр. 贡觉县, пиньинь Gòngjué xiàn) — уезд в городском округе Чамдо, Тибетский автономный район, КНР. Название уезда в переводе с тибетского языка означает «земля Будды».

## История
Уезд был создан в 1959 году

## Административное деление
Уезд делится на 1 посёлок и 11 волостей:
- Посёлок Боло (莫洛镇)
- Волость Миндо (敏都乡)
- Волость Зеба (则巴乡)
- Волость Лангмай (罗麦乡)
- Волость Сердонг (沙东乡)
- Волость Керри (克日乡)
- Волость Бумгье (木协乡)
- Волость Аванг (阿旺乡)
- Волость Лхато (拉妥乡)
- Волость Чангсум (雄松乡)
- Волость Лхагьай (哈加乡)
- Волость Гьанбе (相皮乡)